# Fundació Observatori per a la Societat de la Informació de Catalunya
La Fundació Observatori per a la Societat de la Informació de Catalunya (FOBSIC) va ser una fundació privada que tenia per objectiu d'ajudar els agents socials, especialment a l'administració pública, a prendre decisions en relació al desenvolupament de la Societat de la Informació a Catalunya. Va ser creada pel primer tripartit durant la setena legislatura de la Catalunya autonòmica el 2003 i va ser desmantellada quan el tripartit va sortir del govern en iniciar-se la novena legislatura de la Catalunya autonòmica.
Els seus objectius eren:
- Actuar de centre de coneixement especialitzat en la Societat de la Informació a Catalunya.
- Interpretar tendències de la Societat de la Informació i transmetre-les als interessats.
- Fomentar la recerca i el debat en l'àmbit de la Societat de la Informació.
- Difondre la Societat de la Informació a la societat i als agents socials.

Els patrons fundacionals de la FOBSIC van ser la Universitat Oberta de Catalunya (UOC), el Consorci Localret i la Generalitat de Catalunya, representada per la llavors Secretaria de Telecomunicacions i Societat de la Informació (STSI) del Departament de Governació i Administracions Públiques.

## Història
L'Observatori va néixer com a fundació privada l'any 2003. Les seves funcions inicials van ser confeccionar i recollir les primeres dades estadístiques sobre la Societat de la Informació a Catalunya. Amb l'arribada de Llorenç Valverde com a director executiu, el maig de 2005, la Fundació amplià les seves activitats i concretà les accions per assolir els objectius fundacionals.
L'antecedent de la Fundació era l'Observatori per a la Societat de la Informació, OBSI, creat el 2000 com a part integrant del Comissionat per a la Societat de la Informació. El 16 de juliol de 2003, la UOC, Localret i la Secretaria de Telecomunicacions i Societat de la Informació, STSI, en representació de la Generalitat de Catalunya van donar forma de fundació privada a l'OBSI. Des de llavors fins al 2005 va continuar oferint informació conjuntural dels principals indicadors estadístics en tecnologies de la informació i la comunicació a les diferents administracions de Catalunya i a la societat en general. A partir de 2005 la Fundació engegà projectes propis. Es plantejà com a meta, i en col·laboració amb les administracions públiques, adreçar la societat catalana cap a la millora de les seves condicions de vida i de desenvolupament personal per mitjà de l'aprofitament de les possibilitats que obren les tecnologies de la informació i la comunicació. L'aportació de la FOBSIC en aquest sentit es va concentrar en garantir que els agents socials decisoris poguessin comptar amb informació neutra, rigorosa i científica a l'hora d'adoptar les decisions sobre societat de la informació i el coneixement que impliquen el nostre país. La FOBSIC va col·laborar en la confecció de l'Estratègia per a la Societat de la Informació impulsada pel Govern de la Generalitat, i entre d'altres, va iniciar projectes amb les universitats, entitats privades no lucratives i altres observatoris d'àmbit temàtic i objectius similars.

## Directors
- Llorenç Valverde (2005-2007)
- Francesc Miralles (2007-2009)[5]
- Josuè Sallent (2009-2011)[6][7]